# 제3보병사단 (미국)
제3보병사단(3rd Infantry Divison)은 조지아주 포트 스튜어트에 있는 미국 육군 정규군의 보병 사단이다. 

## 역사

### 6.25 전쟁
6.25 전쟁 동안 제3보병사단에서 2,160명이 작전 중 사망하고 7,939명 부상하였다.
1954년까지 한반도에 주둔하면서 동원해제에 따라 병력 수는 0이 되었고, 깃발은 조지아주 포트 베닝로 옮겨졌다. 같은 해 1954년 12월에 제47보병사단이 제3보병사단으로 깃발을 바꾸었다.

### 냉전
1957년 7월 1일, 사단은 펜토믹 사단으로 재조직되었다. 3개 보병연대(7, 15, 30)은 해산하고, 제1-7보병, 제1-15보병, 제1-30보병, 제2-38보병, 제2-4보병의 5개 보병전투단 제대로 재조직되었다.
1958년, 자이로스코프 작전 순환에 따라 독일에 제10보병사단와 교대하여 배치되었다.
1963년에 목적형 육군사단 재조직화(ROAD) 편제를 적용받아 보병대대로 편성된 3개 여단을 지휘하도록 재조직되었다.